# Mojżesz Fajtłowicz
Mojżesz Fajłowicz (ur. ok. 1767, zm. 1837 w Łodzi) – żydowski rzemieślnik, współtwórca gminy żydowskiej w Łodzi, jej wieloletni senior, pierwszy senior Chewra Kadisza, założyciel starego cmentarza żydowskiego w Łodzi.